# Puzzle pentru orbi
Puzzle pentru orbi este un film românesc din 2013.

## Distribuție
| Actor             | Rol      |
| ----------------- | -------- |
| Dan Nuțu          | Sabin    |
| Adrian Titieni    | Ștefan   |
| Ioana Pavelescu   | Veronica |
| Skovran Tunde     | Gloria   |
| Cătălina Mustață  | Lena     |
| Rodica Mandache   | Florica  |
| Șerban Ionescu    | Trica    |
| Vladimir Găitan   | Novac    |
| Alin Panc         | Mario    |
| Mihai Smarandache | Nick     |
| Rodica Lazăr      | Ana      |